# Provincia di Tuy
La provincia di Tuy è una delle 45 province del Burkina Faso, situata nella regione degli Alti Bacini. Il capoluogo è Houndé.

## Struttura della provincia
La provincia di Tuy comprende 7 dipartimenti, di cui 1 città e 6 comuni:

### Città
- Houndé

### Comuni
- Bekuy
- Béréba
- Boni
- Founzan
- Koti
- Koumbia